# Tomás Manuel Inguana
Tomás Manuel Inguana, meglio noto come Tomás (Maputo, 13 gennaio 1973), è un ex calciatore mozambicano, di ruolo difensore.

## Palmarès

### Club

#### Competizioni nazionali
- Campionato mozambicano: 2

Desportivo Maputo: 1995
Ferroviário Maputo: 1998-1999
- Campionato sudafricano: 2

Orlando Pirates: 2000-2001, 2002-2003